# Гуэрния
Гуэ́рния, или гуе́рния, хуэ́рния, хуе́рния (лат. Huérnia) — род растений из семейства Кутровые (Apocynaceae).

## Название
На самом деле, данный род растений должен был бы называться «Хёрния» (Heurnia) согласно Карлу Шуману и Альвину Бергеру. Название было дано в честь Юстина Хёрниуса (нидерл. Justin Heurnius; 1587—1652), одного из первых собирателей растений в районе мыса Доброй Надежды. Благодаря его рисункам растений стапелиевые стали известны в Европе.

## Ботаническое описание

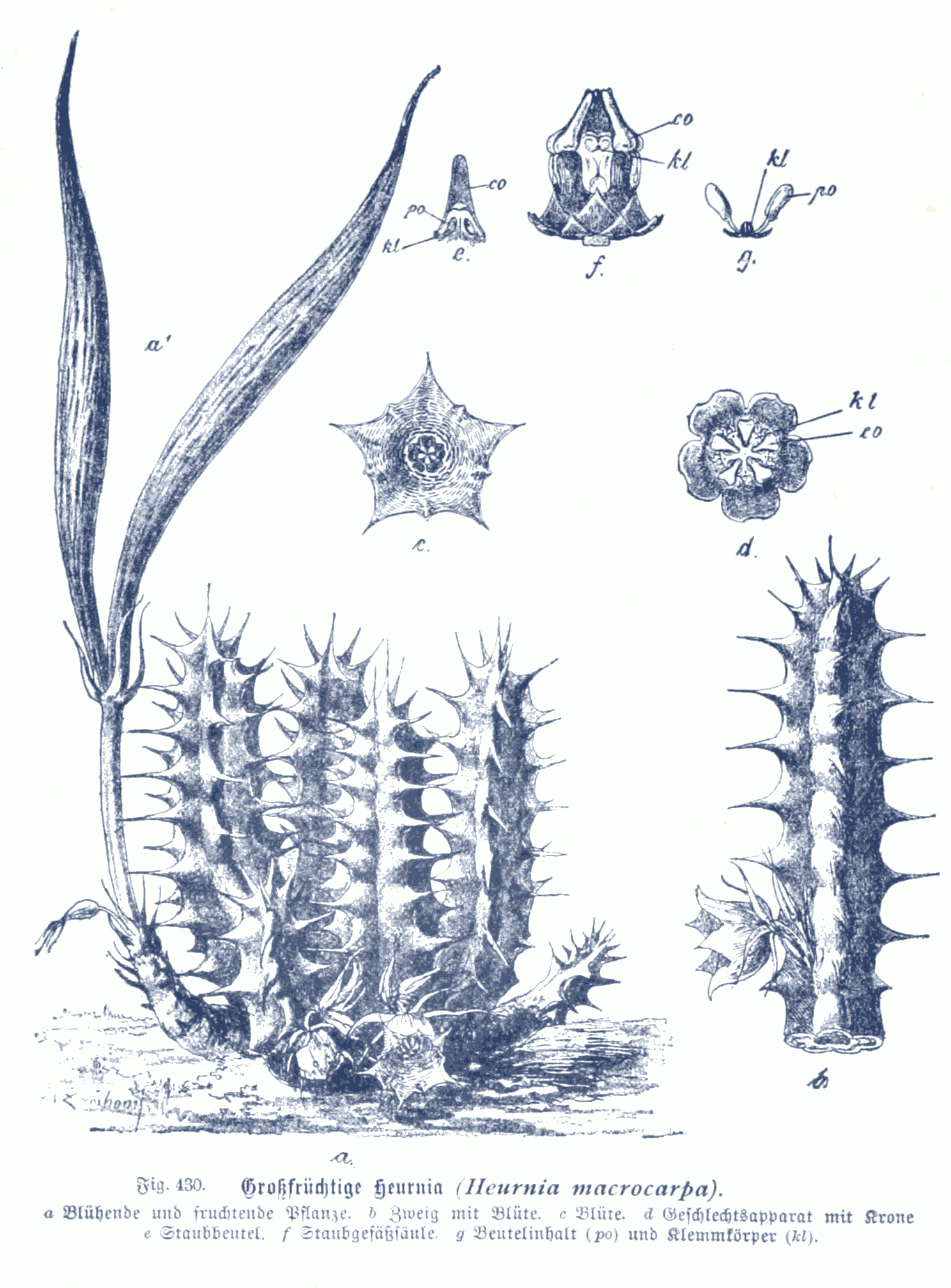
Ботаническая иллюстрация Huernia macrocarpa

Многолетние низкорослые растения, суккуленты, образующие стволики (побеги), разветвлённые от основания, 20—30 см длиной, с четырьмя—семью толстыми гранями в серовато-зелёных или серовато-красноватых зубцах, голые.
Цветки на маленьких цветоножках, мелкие, 2—3 см в диаметре, мясистые, более или менее бородавчатые, различной окраски, с пятнами; венчик в верхней части выемчатый, с пятью крупными лепестками.

## Распространение и среда обитания
Распространены на Аравийском полуострове, в Восточной и Южной Африке.

## Хозяйственное значение и применение

### Выращивание в культуре
Эти растения чувствительны к гниению в сыром субстрате, и за короткое время здоровый куст может подвергнуться разложению. Именно поэтому для успешного выращивания рекомендуется использовать пористый субстрат с высоким содержанием гравия. Тем не менее, этот подход может способствовать размножению корневого мучнистого червеца.
Несколько лет назад было сложно найти стапелиевые растения, возможно, из-за трудностей в уходе, они были мало востребованы среди владельцев питомников. Затем они стали популярными благодаря открытию и введению в культуру множества новых видов. 
Форма стебля стапелиевых растений разнообразна, но самое большое разнообразие можно увидеть в размере, форме и окраске цветков. Большинство из них цветут легко и продолжительно. Для получения цветков необязательно выращивать большие растения — часто уже небольшие укорененные черенки могут начать цвести.

## Виды
По информации базы данных WFO Plant List род включает 79 видов. Некоторые из них:
- Huernia andreaeana (Rauh) L.C.Leach
- Huernia barbata (Masson) Haw.
- Huernia × distincta N.E.Br.
- Huernia foetida Plowes
- Huernia guttata (Masson) Haw.
- Huernia hallii E.Lamb & B.M.Lamb
- Huernia hislopii  Turrill
- Huernia humilis (Masson) Haw.
- Huernia kennedyana Lavranos
- Huernia kirkii N.E.Br.
- Huernia levyi Oberm.
- Huernia loeseneriana Schltr.
- Huernia longii Pillans
- Huernia longituba N.E.Br.
- Huernia lopanthera Bruyns
- Huernia namaquensis Pillans
- Huernia nouhuysii Verd.
- Huernia oculata Hook.f.
- Huernia pendula E.A.Bruce
- Huernia piersii N.E.Br.
- Huernia praestans N.E.Br.
- Huernia procumbens (R.A.Dyer) L.C.Leach
- Huernia quinta (E.Phillips) A.C.White & B.Sloane
- Huernia reticulata (Masson) Haw.
- Huernia schneideriana A.Berger
- Huernia similis N.E.Br.
- Huernia stapelioides Schltr.
- Huernia tanganyikensis (E.A.Bruce & P.R.O.Bally) L.C.Leach
- Huernia thureti J.F.Cels
- Huernia transvaalensis Stent
- Huernia urceolata L.C.Leach
- Huernia volkartii Werderm. & Peitsch.
- Huernia whitesloaneana Nel
- Huernia witzenbergensis C.A.Lückh.
- Huernia zebrina N.E.Br.

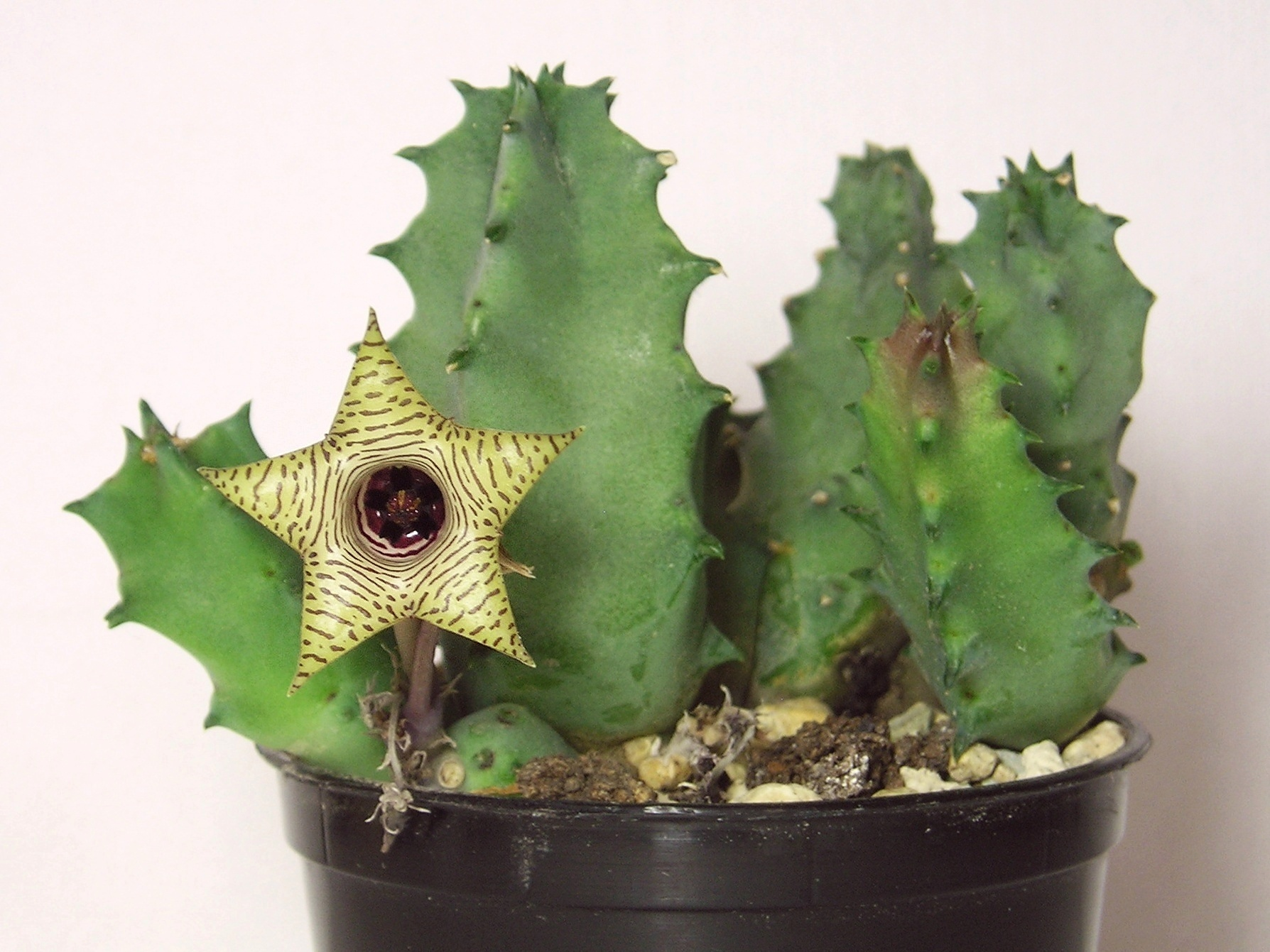
Huernia thureti
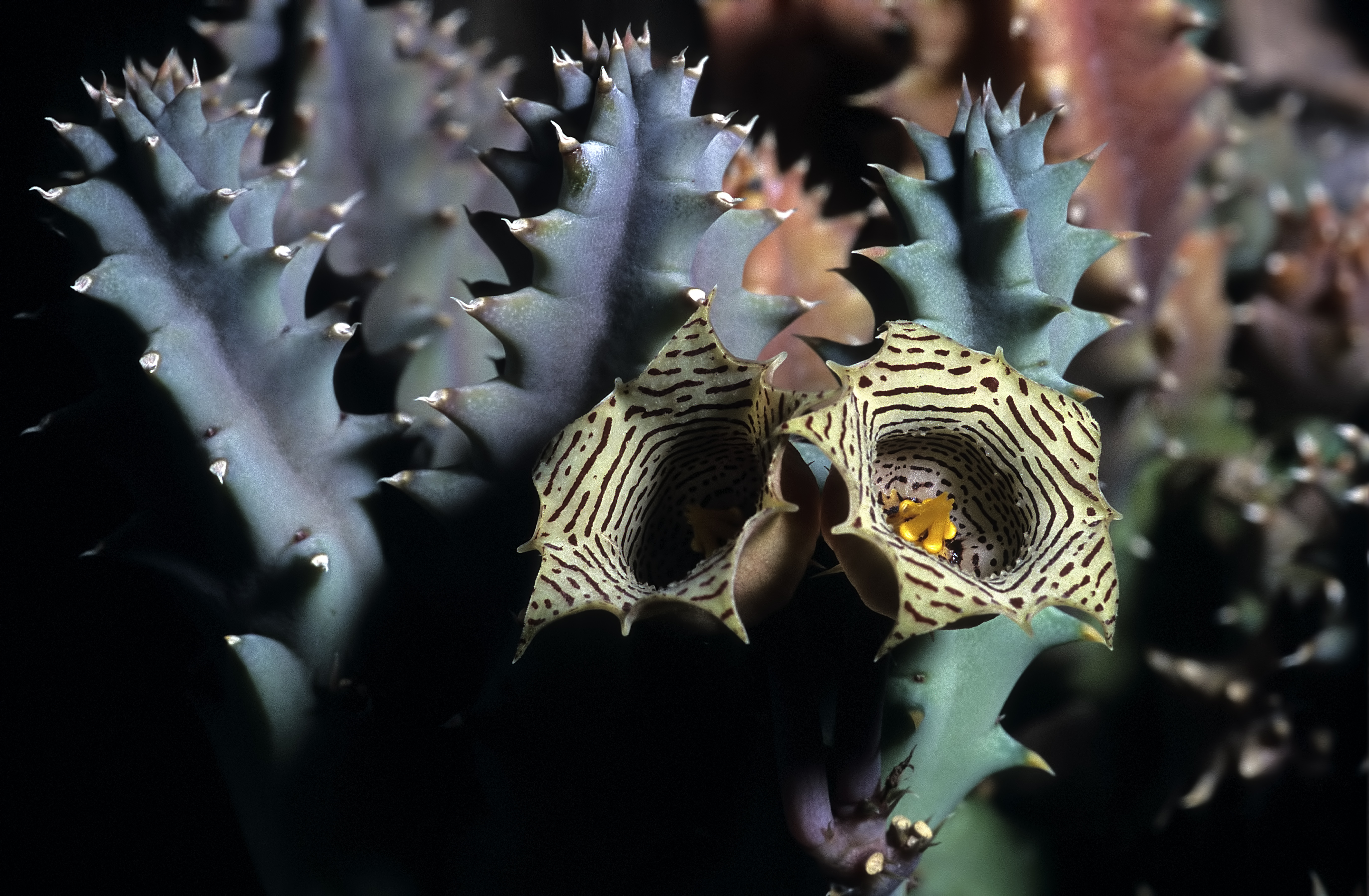
Huernia nouhuysii
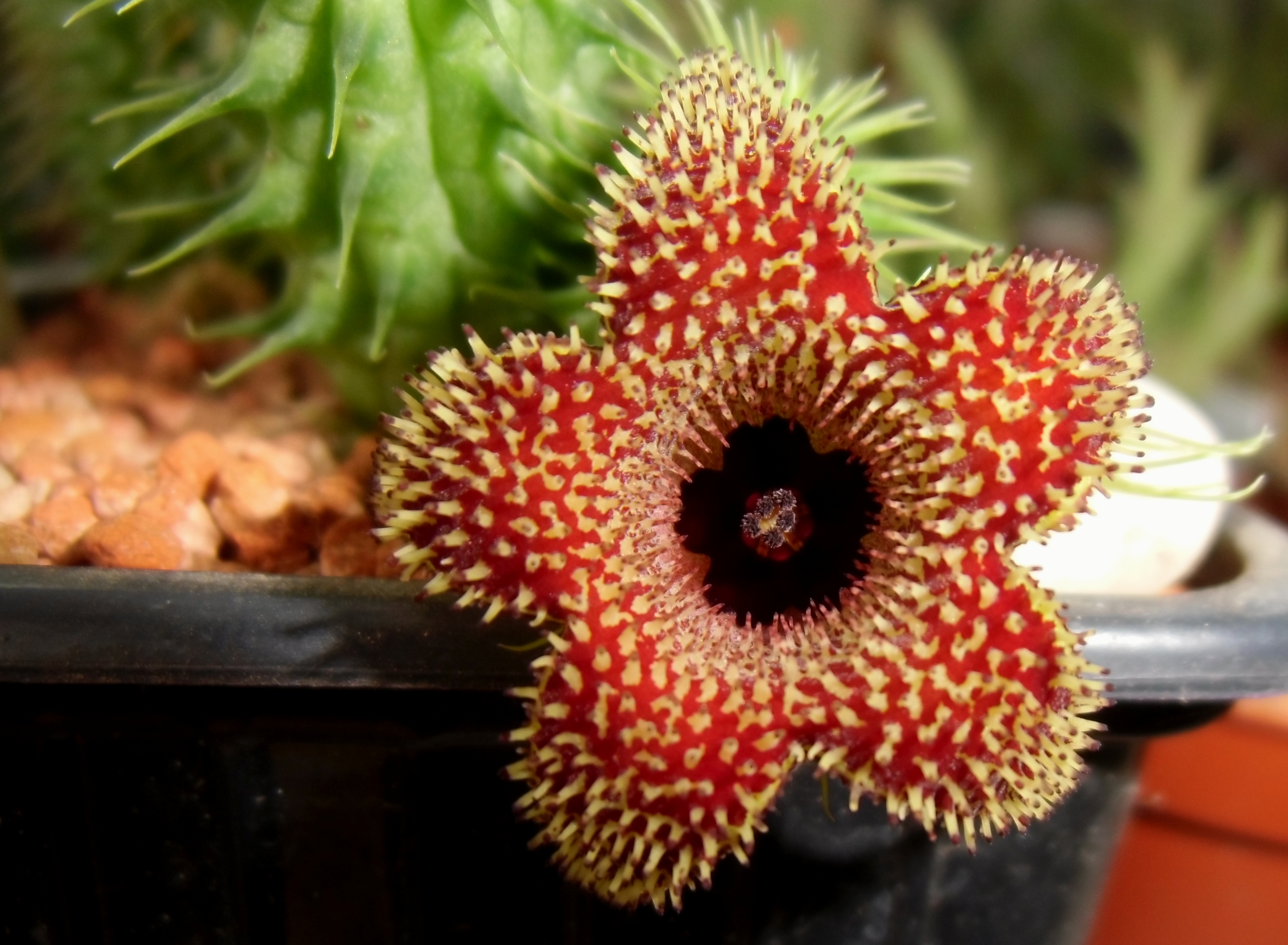
Huernia pillansii
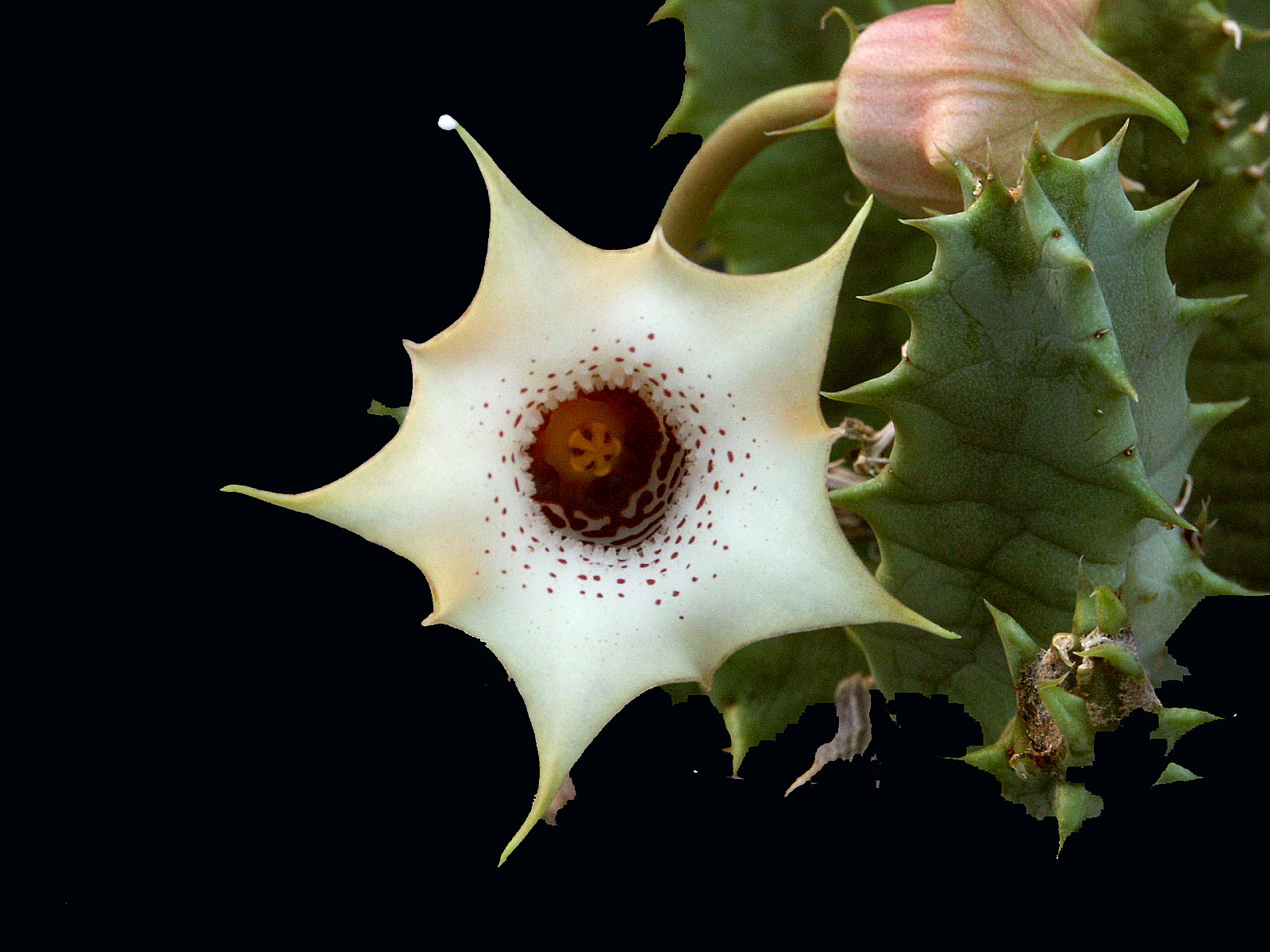
Huernia quinta
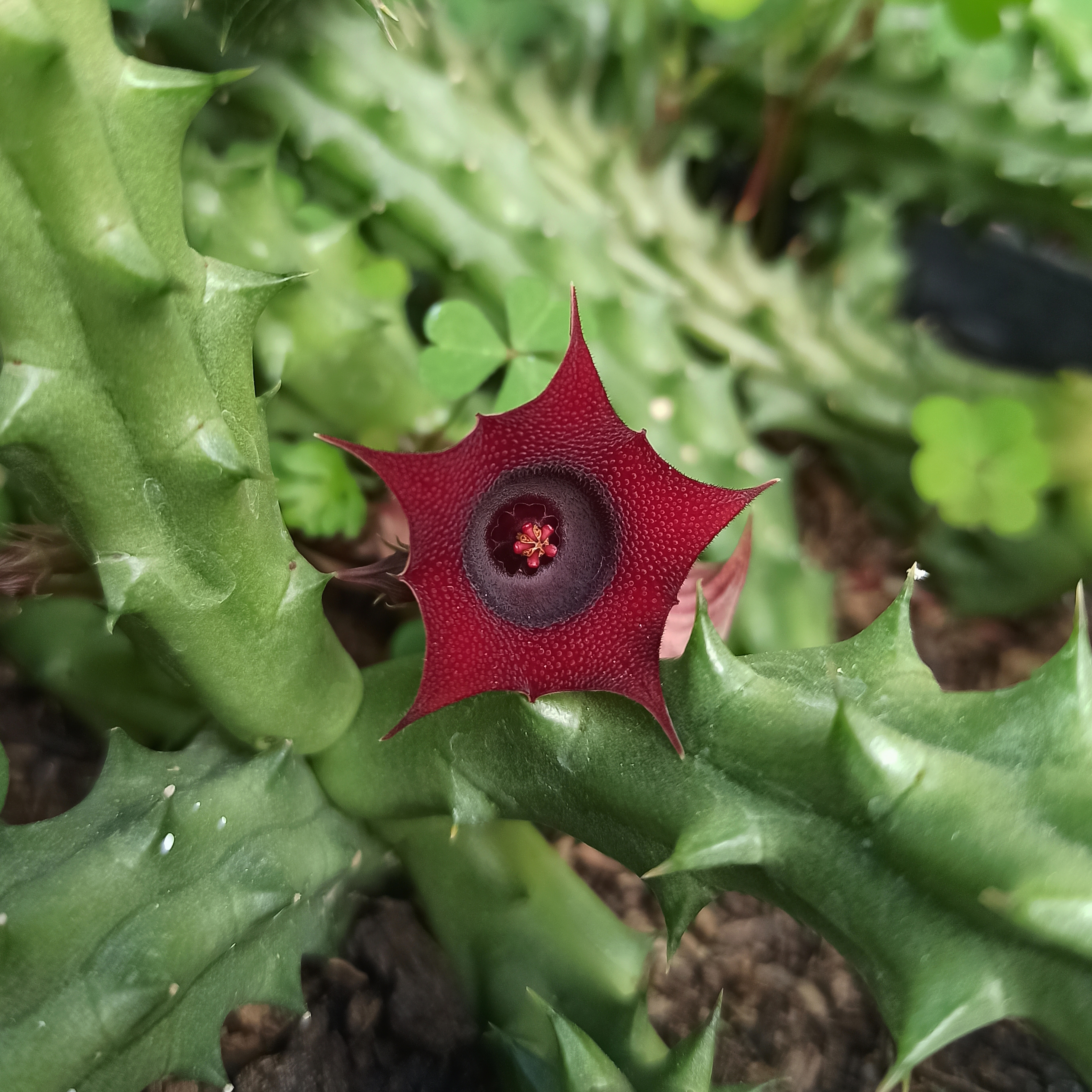
Huernia schneideriana
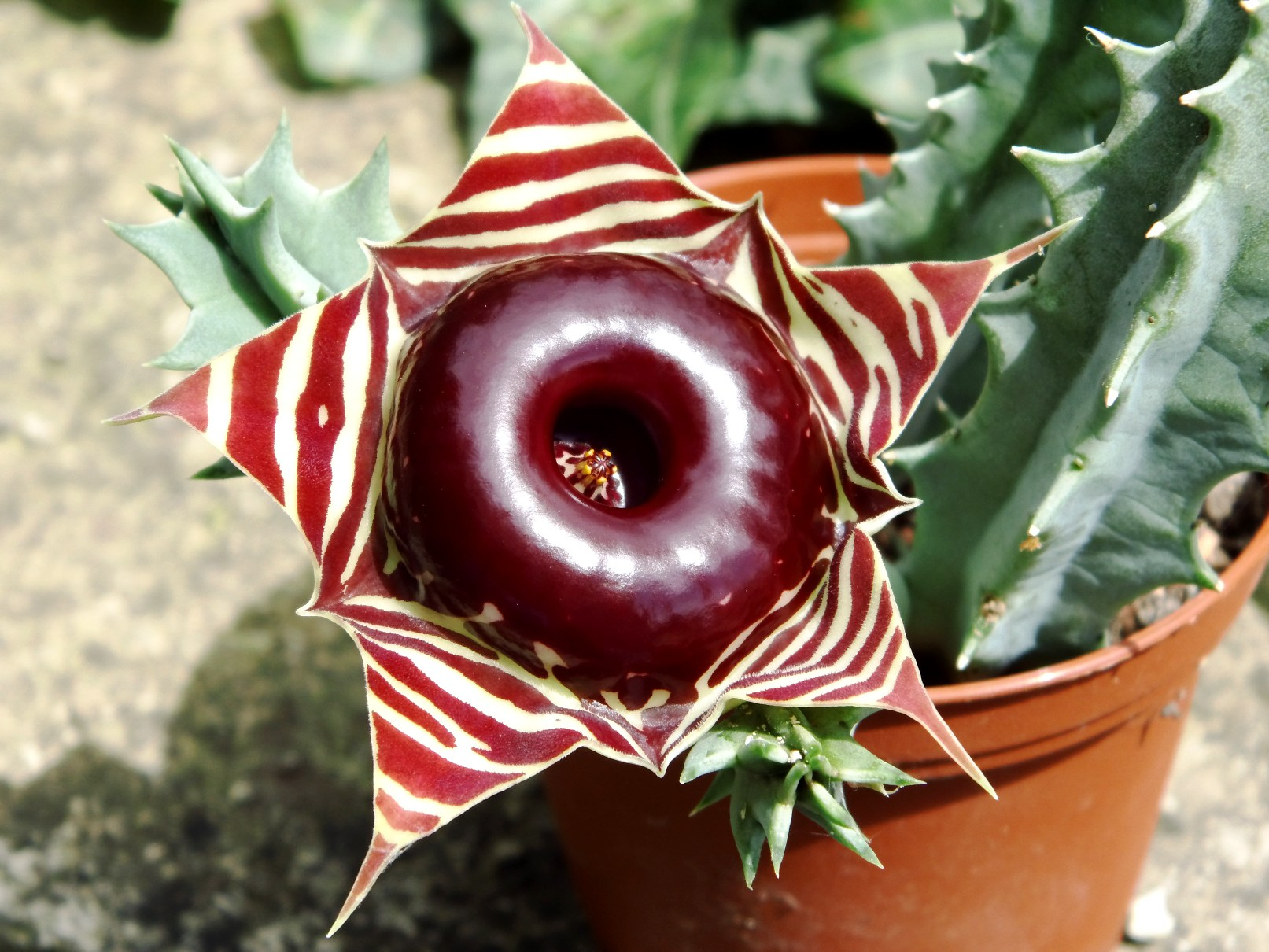
Huernia zebrina